# 10793 Quito
A 10793 Quito (ideiglenes jelöléssel 1992 CU2) a Naprendszer kisbolygóövében található aszteroida. Eric Walter Elst fedezte fel 1992. február 2-án.